# Alpaida kartabo
Alpaida kartabo är en spindelart som beskrevs av Levi 1988. Alpaida kartabo ingår i släktet Alpaida och familjen hjulspindlar.
Artens utbredningsområde är Guyana. Inga underarter finns listade i Catalogue of Life.